# Diekhusen-Fahrstedt
Diekhusen-Fahrstedt là một đô thị thuộc huyện Dithmarschen, trong bang Schleswig-Holstein, nước Đức. Đô thị Diekhusen-Fahrstedt có diện tích 7,46 km², dân số thời điểm 31 tháng 12 năm 2006 là 750 người.